# 武動青春
《武動青春》（Martial Spirit）是一部於2008年11月底開始拍攝，由寇占文執導，保利博納電影發行公司與金牌大風電影有限公司聯合拍攝和出品的一部華語電影，主演分別是敖犬（Lollipop-F）、大張偉、傅穎、阿緯（Lollipop-F）、張馳等。場景拍攝地為北京。電影在2010年3月12日於內地上映。

## 演員表

### 領銜主演
| 演員               | 角色       | 暱稱/關係 |
| 敖犬（Lollipop-F） |            |           |
| 大張偉             |            |           |
| 傅 穎              | 武館大小姐 |           |

### 主演
| 演員              | 角色 | 暱稱/關係 |
| 何中華            |      |           |
| 朱學良            |      |           |
| 党山鵬            |      |           |
| 奇 霖（青鳥飛魚） |      |           |
| 黃 河             |      |           |

### 特別介紹
| 演員  | 角色 | 暱稱/關係 |
| 張 馳 |      |           |

### 特別客串
| 演員               | 角色 | 暱稱/關係 |
| 阿緯（Lollipop-F） |      |           |

## 製作團隊
- 出 品 人：于冬、黃柏高
- 監　　製：張浩、黃柏高
- 製片主任：李杰、柏家文
- 編　　劇：許莎朗
- 攝影指導：劉愛東
- 美術指導：劉京平、謝琦
- 錄音指導：張嘉
- 燈光指導：劉正嘉
- 剪　　接：陶文
- 武術指導：張啟紅、郭立鵬
- 執行監製：宏胤
- 導　　演：寇占文
- 作　　曲：峦樹、張毅
- 出　　品：保利博納電影發行公司、金牌大風電影有限公司
- 發　　行：保利博納電影發行公司、金牌大風電影有限公司